# HD 88955
HD 88955 é uma única estrela de cor branca na constelação sul de Vela. Pode ser visualizado a olho nu, tendo uma magnitude aparente de 3.85. A distância para HD 88955 pode ser determinada a partir de seu deslocamento de paralaxe anual de 32.7 mas, que resulta em uma separação de 100 anos-luz do Sol. Ela está se afastando da Terra com uma velocidade radial heliocêntrica de +7 km/s. A análise bayesiana sugere que HD 88955 é membro da Associação Argus, um grupo de estrelas em co-movimento geralmente associadas ao aglomerado aberto IC 2391.
Esta é uma estrela de classe A da sequência principal com uma classificação estelar de A2 V. Tem cerca de 410 milhões de anos com uma velocidade de rotação projetada de 100 km/s. A estrela tem 2.17 vezes a massa do Sol e 2.11 vezes o raio do Sol. Ela está irradiando 23 vezes a luminosidade do Sol de sua fotosfera a uma temperatura efetiva de 9.451 K. Um excesso de infravermelho foi detectado no HD 88955, cuja análise sugere ser um disco de detritos de (3.6±3.0)×10−7 Massa da Terra com uma temperatura média de 138±21 K orbitando a estrela-mãe a uma distância média de 19.3±5.7 AU.